# 増田和夫
増田 和夫（ますだ かずお、1963年9月12日 – ）は、日本の防衛官僚。妻は日本テレビ出身のフリーアナウンサー、記者の藪本雅子。

## 人物
千葉県出身。千葉県立成東高等学校を経て、慶應義塾大学法学部法律学科卒業。
2023年に第36代防衛事務次官に就任した。

## 略歴
- 1988年　防衛庁入庁　防衛局運用課
- 2006年　長官官房秘書課付（英国王立国防大学）
- 2007年　大臣官房企画官
- 2009年　運用企画局国際協力課長
- 2010年　大臣官房企画評価課長
- 2012年　防衛政策局日米防衛協力課長
- 2014年　内閣官房内閣参事官（国家安全保障局）
- 2016年　内閣官房内閣審議官（国家安全保障局）
- 2019年　内閣総理大臣秘書官
- 2021年　防衛政策局長
- 2023年　防衛事務次官